# Caimin Douglas
Caimin Douglas, född den 11 maj 1977 i Rosmalen, är en nederländsk friidrottare som tävlar i kortdistanslöpning.
Douglas deltog vid Olympiska sommarspelen 2000 på 100 meter men blev där utslagen redan i försöken. Han deltog även vid VM 2001 på 200 meter och blev denna gång utslagen i kvartsfinalen. 
Vid VM 2003 var han tillsammans med Timothy Beck, Patrick van Balkom och Troy Douglas med i det nederländska stafettlag på 4 x 100 meter som blev bronsmedaljörer. Samma lag var även med vid Olympiska sommarspelen 2004 men växlade bort sig i försöken och tog sig inte vidare till finalen.
Han deltog även vid EM 2006 men blev även denna gång utslagen i kvartsfinalen på 200 meter.
Vid Olympiska sommarspelen 2008 deltog han i det nederländska stafettlag över 4 x 100 meter. Laget tog sig vidare till finalen men väl där slutade man sjua. 

## Personliga rekord
- 100 meter - 10,23
- 200 meter - 20,48